# Christian Radich (1937)
SV Christian Radich – stalowa trzymasztowa fregata, bandery norweskiej, port macierzysty Oslo.

## Historia i rejsy
Jednostka została zbudowana pod koniec lat 30. XX w. jako szkolny żaglowiec Norweskiej Marynarki Handlowej. Konstruktorem był kpt. Christian Blom, dyrektor Marinens Hovedverft. Imię nadano mu na cześć norweskiego kupca-żeglarza Christiana Radicha (1822–1898), który w swym testamencie zapisał fundusze na budowę statku szkolnego. Jednostka wyruszyła w dziewiczy rejs 17 czerwca 1937 roku na Orkady i dalej do Leith (Szkocja), Sztokholmu, Helsinek (Finlandia) i Karlskrony.
W 1939 roku fregata pokonała Atlantyk, 14 września osiągając Nowy Jork. W okresie II wojny światowej statek pełnił rolę hulka przeznaczonego dla załóg okrętów podwodnych. W 1940 roku został zajęty przez niemiecką Kriegsmarine. W 1945 roku w trakcie bombardowania zatonął przy nabrzeżu portowym we Flensburgu. Po wojnie został wydobyty i odrestaurowany, a w 1947 roku powrócił do Norwegii.
Fregata stała się znana z filmu pt. „Windjammer” (1958), gdzie zagrała główną rolę. Od 1956 roku regularnie uczestniczy w zlotach Tall Ships' Races i jest jego kilkukrotnym zwycięzcą. Obecnie koszty jego utrzymania ponoszą szkoła morska w Oslo i Towarzystwo Przyjaciół Christiana Radicha.
- IMO numer – 5071729